# Saint-Laurent-des-Bois (Eure)
Saint-Laurent-des-Bois è un comune francese di 235 abitanti situato nel dipartimento dell'Eure nella regione della Normandia.

## Società

### Evoluzione demografica
Abitanti censiti